# Malvastrum coromandelianum
Malvastrum coromandelianum é uma espécie de planta com flor pertencente à família Malvaceae. 
A autoridade científica da espécie é (L.) Garcke, tendo sido publicada em Bonplandia 5(18): 295, 297. 1857.

## Portugal
Trata-se de uma espécie presente no território português, nomeadamente no Arquipélago da Madeira.
Em termos de naturalidade é introduzida na região atrás indicada.

## Sinônimos
A espécie Malvastrum coromandelianum possui 13 sinônimos reconhecidos atualmente.
- Malva coromandeliana L.
- Malva coromandelica Panz.
- Malva domingensis Spreng. ex DC.
- Malva havanensis Sessé & Moc.
- Malva lindheimeriana Scheele
- Malva subhastata Cav.
- Malva tricuspidata R.Br.
- Malvastrum lindheimerianum (Scheele) Walp.
- Malvastrum ruderale Hance ex Walp.
- Malvastrum tricuspidatum A.Gray
- Malveopsis coromandeliana (L.) Morong
- Sida fauriei H.Lév.
- Sida oahuensis H.Lév.

## Galeria

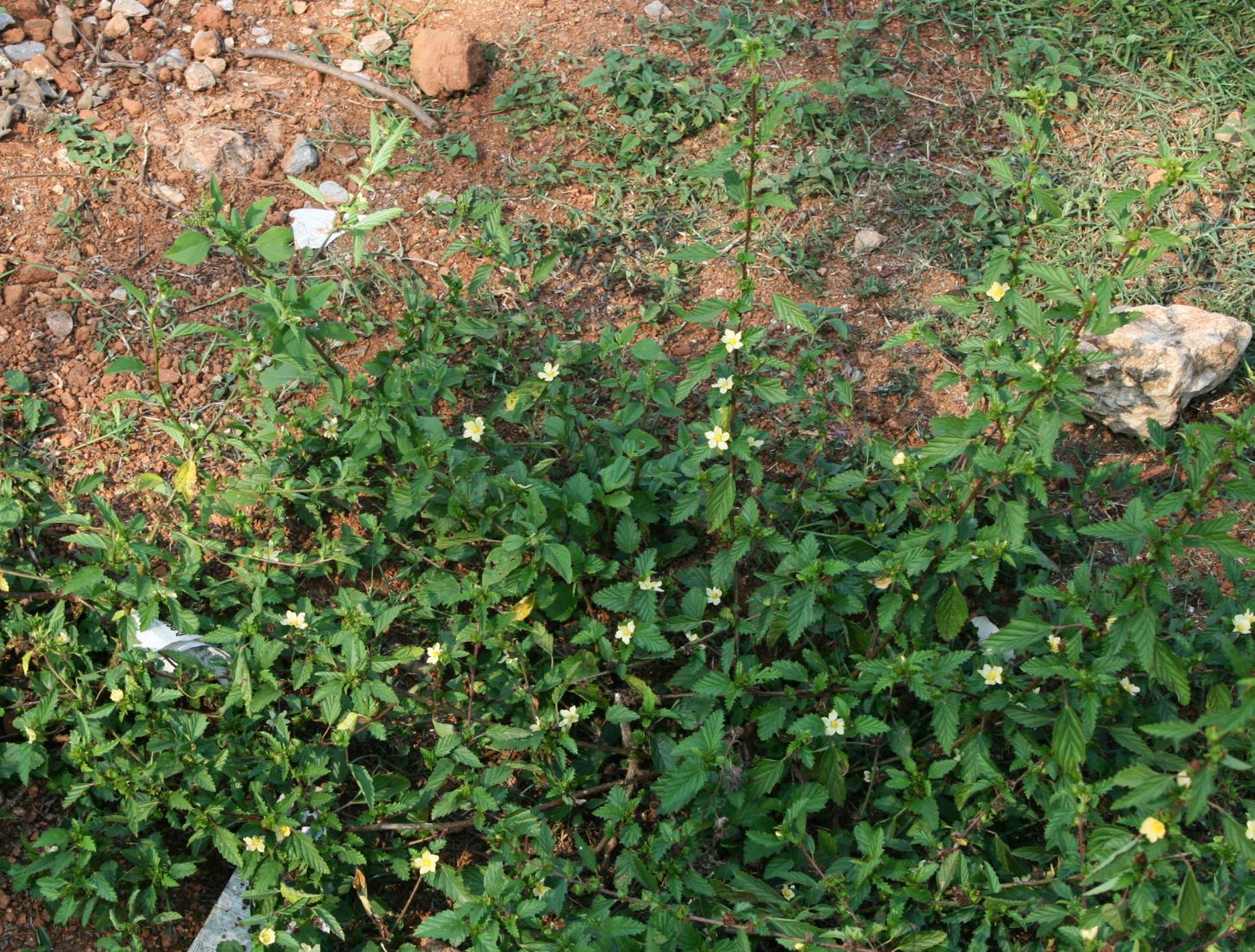
Arbusto
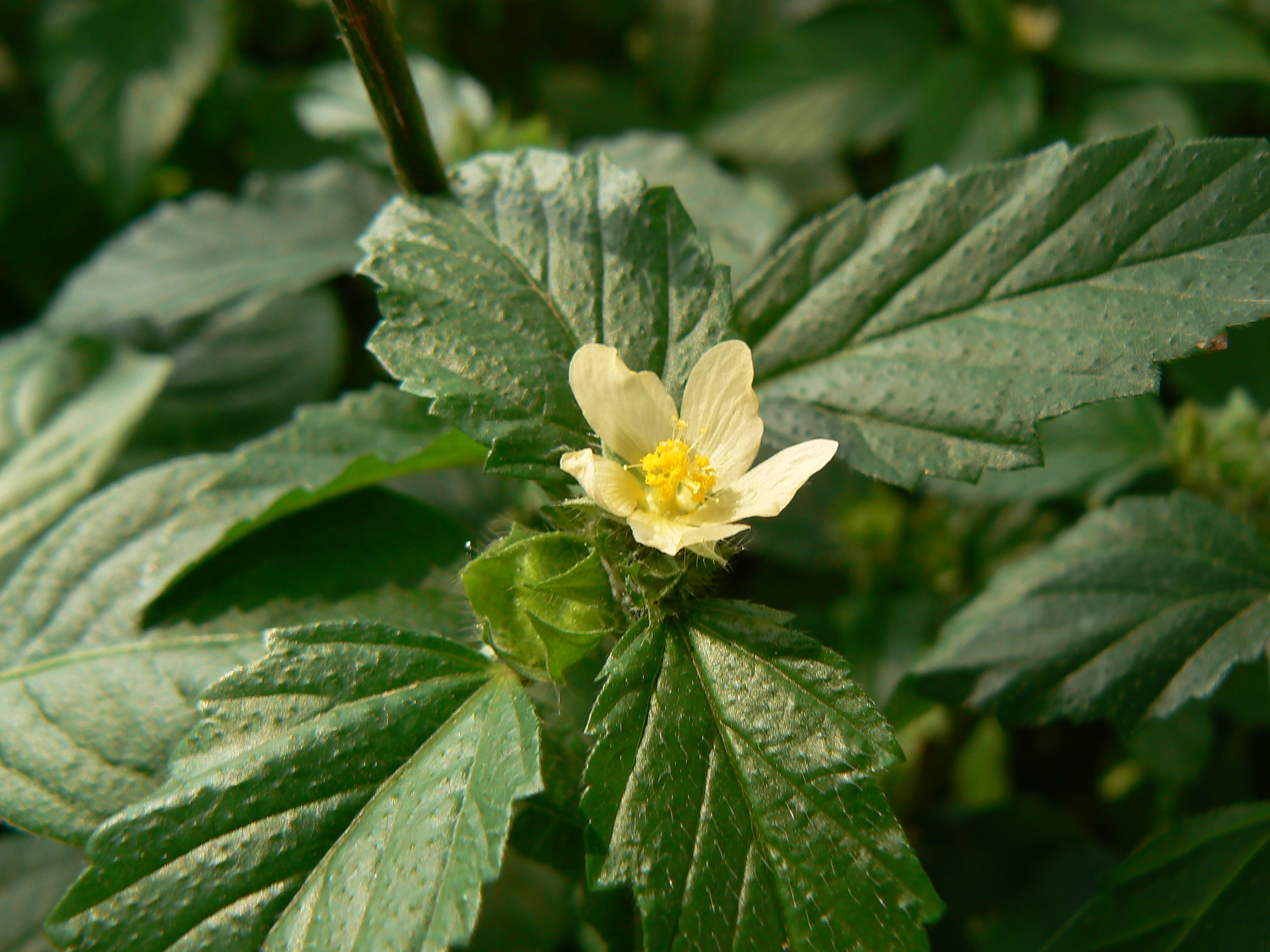
Folhas e flor
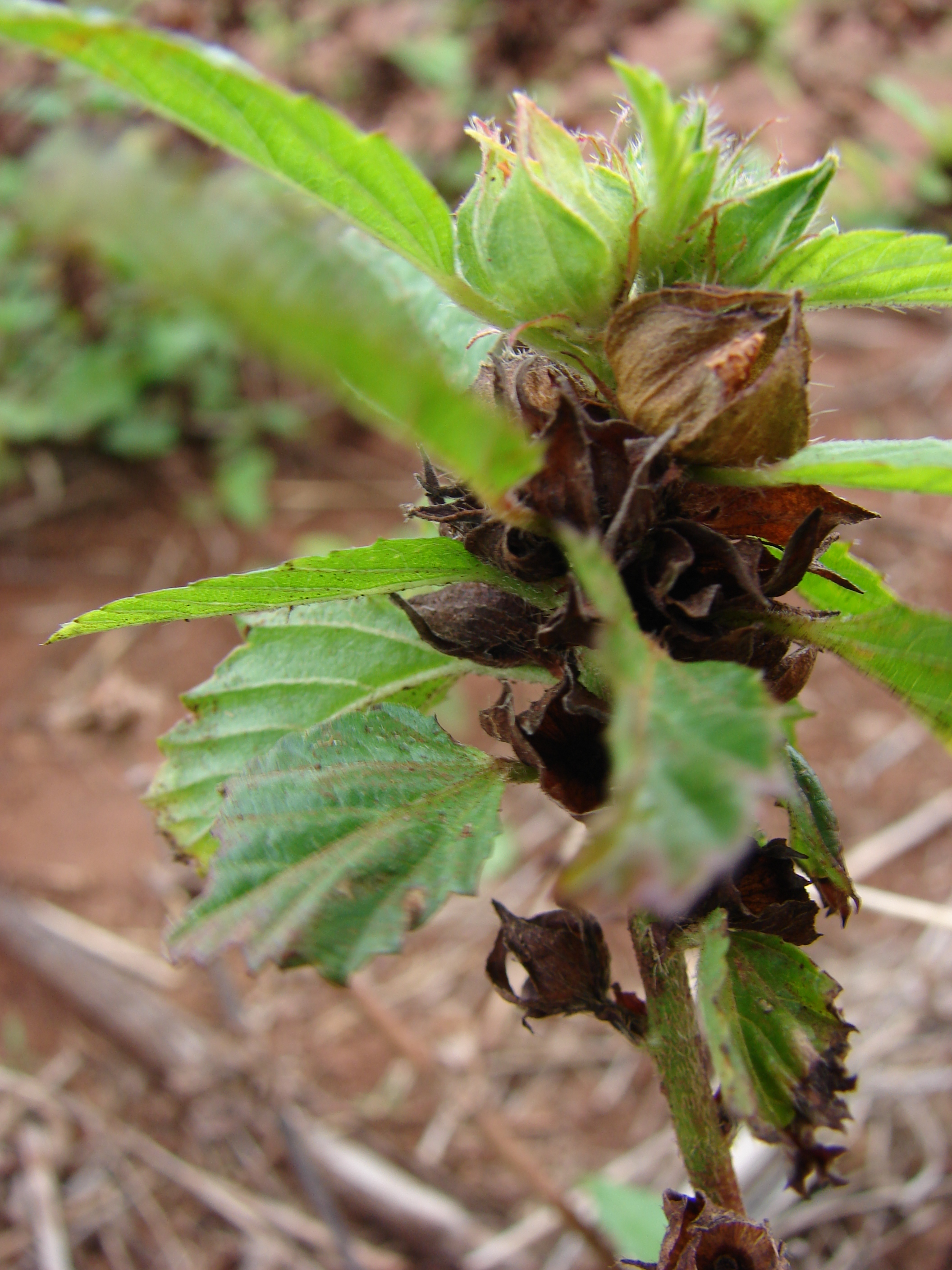
Frutos secos
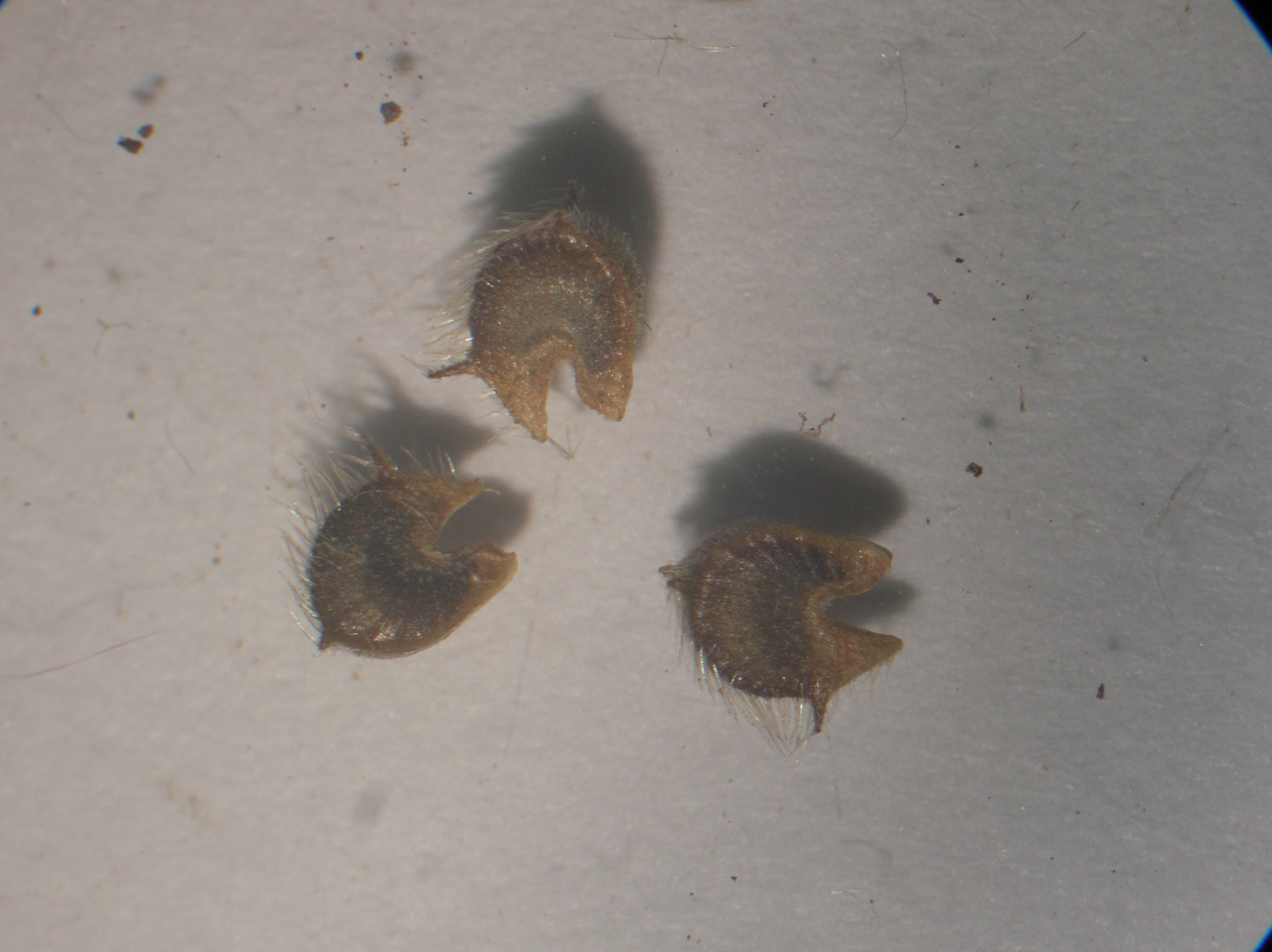
Sementes